# 大井荘 (信濃国)
大井荘（おおいのしょう）は、信濃国佐久郡（現在の長野県佐久市岩村田）にあった荘園。
千曲川の両岸に散在し一円的な領域を形成せず、伴野荘・平賀郷との境界が錯綜しており、正確な荘域は不明。

## 歴史
『和名類聚抄』には佐久郡大井郷とあり、平安後期の院政時代に、後白河院に寄進されて成立した。『吾妻鏡』文治2年3月12日（1186年4月3日）条に源頼朝に示された「関東御知行国々内乃具未済庄々注文」に八条院領の荘園として見え、建久5年（1194年）7月16日条によれば、当地の年貢は鎌倉幕府を介して京に弁進されるという。
承久3年（1221年）の承久の乱における「宇治川の合戦」での戦功により、小笠原長清の七男朝光が地頭となって土着した。寛元2年（1244年）、大井光長が荘内の落合に「新善光寺」を創建、弘安2年（1279年）には銅鐘を寄進した。乾元元年（1302年）には後宇多院領、徳治元年（1306年）には昭慶門院領となっている。鎌倉幕府滅亡時には鎌倉御家人の工藤薩摩守（薩摩氏）が荘内長土呂郷の地頭であった。
嘉暦4年（1328年）の「諏訪大社造営目録案」には落合、安原、香坂、長土呂、塚原、南市村、矢島、東布施、西布施、甕、崎田、田口、小田井などの諸郷村が含まれている。また長倉郷（軽井沢町）が当荘に含まれたことは応永17年（1410年）の「紙本墨書大般若経」（小海町松原諏方神社所蔵）に記載されており、同書の奥書には「信州路佐久県大井庄」の銘がある。天正元年（1573年）には横取郷（城光寺文書）の名が見え、同6年（1578年）の「上諏訪造宮清書帳」には荘内のうち鳴沢郷、矢島郷、長土呂郷、平尾郷、根々井郷、塚原郷、比田井郷が御柱の役銭負担地となっている。